# QDI Group
QDI Group war ein chinesischer Hardwarehersteller insbesondere von Mainboards, der zur Legend Group (heute Lenovo) gehörte. Die Produkte wurden unter der Marke QDI Legend verkauft. Im Jahre 1995 erhielt er die Auszeichnungen ISO 9001 und BS5750. Im Jahr 2001 folgte die ISO-14001-Zertifizierung. Die Firma stellte ab März 2000 monatlich 500.000 Mainboards her. Auf globaler Ebene wurden über drei Millionen Mainboards pro Jahr verkauft. QDI sagt selbst von sich aus, einer der größten Mainboard-Hersteller zu sein, und über 1.600 Angestellte in weltweit zehn Sitzen zu haben.
Zum 25. August 2003 reorganisierte sich das Unternehmen in eine Holdinggesellschaft, QDI Holdings Limited, mit Sitz auf den British Virgin Islands als Tochter der Ultimate Legend Limited ebenda um. Tochterunternehmen von QDI waren Hui Yang Legend Computer Co. Ltd. (chinesisch 惠陽聯想電腦有限公司), Legend-QDI Spain, S.L., QDI Computer (UK) Ltd., QDI Computer Handels GmbH, QDI Europe B.V. und QDI System Handel GmbH. Ende 2003 übernahm Ramaxel 50 % der Anteile an QDI. QDI hat sich im Jahr 2004 aus der deutschen Mainboardsparte zurückgezogen. Seitdem ist auch ihre internationale Homepage nicht mehr aktualisiert worden. Seit 2010/2011 ist unter der früheren Website qdigrp.com die des Unternehmens Ramaxel zu finden.